# Giuseppe Brizio
Giuseppe Brizio (pol. Józef Britius) (ur. 1533 w Massa, Włochy, zm. 2 marca 1604 w Rzymie, Włochy) – włoski architekt wczesnego baroku pracujący na dworze królów polskich.

## Życiorys
W młodym wieku wstąpił do Towarzystwa Jezusowego w Sienie, 25 listopada 1562 został przyjęty do nowicjatu w Rzymie. Przez dziesięć lat praktykował u mistrza budowlanego, pod kierunkiem Giovanniego Trevano uczestniczył w budowie Kolegium Rzymskiego, Kościoła Zwiastowania Pańskiego i nowicjatu St. Andrea al Quirinale. 25 kwietnia 1569 złożył śluby wieczyste. 24 czerwca 1575 przyjechał do Poznania, skąd udał się do Jarosławia, gdzie we wrześniu tego samego roku rozpoczął prace projektowe nad kolegium jezuickim. Po ich zakończeniu tych wyjechał do Pułtuska, gdzie prowadził prace konserwatorskie do 1577, a następnie przeniósł się do Krakowa aby poznać stosowane na ziemiach polskich elementy architektoniczne. W 1580 powrócił do Jarosławia, gdzie kierował budową zaprojektowanego wcześniej kolegium. Równocześnie prowadził prace nad projektem kościoła św. Jana Chrzciciela i św. Jana Ewangelisty w Lublinie, którego budowę rozpoczęto w marcu 1586. Dokonał zmian w pierwotnym projekcie Jana Marii Bernardoniego. W 1589 ze względów zdrowotnych powrócił do Włoch, przebywał na kuracjach w Abano i w Mediolanie. 24 stycznia 1590 polski prowincjał Towarzystwa Jezusowego zwrócił się do generalnego przełożonego z prośbą o odroczenie budowy kopuły kościołów w Nieświeżu (kościół Bożego Ciała) i Jarosławiu oraz kaplicy w Lublinie. Giuseppe Brizio powrócił do Polski latem 1591, przebywał w Lublinie i Nieświeżu, do Jarosławia przybył 5 stycznia 1592, kierował tam budową kolegiaty św. Jana (obecnie Kolegiata Bożego Ciała w Jarosławiu, która została konsekrowana 24 kwietnia 1594. W międzyczasie stworzył dwa niezrealizowane projekty, jeden dotyczył rozbudowy klasztoru przy kościele św. Barbary w Krakowie, drugi budowy kościoła i domu prowincjalnego przy krakowskim Rynku. Latem 1594 przebywał w Kaliszu, wracając do Jarosławia zatrzymał się w Krakowie, gdzie przedstawił trzeci projekt dotyczący budowy kościoła i klasztoru w nowej lokalizacji na terenie Krakowa. Ponieważ projekt ten został zaakceptowany od października 1594 Giovanni Brizio przebywał w Krakowie, kamień węgielny pod nową świątynię został poświęcony 23 czerwca 1597. Przez dwa lata kierował budową zaprojektowanego zgodnie z założeniami Giovanniego de Rossis kościoła św. Apostołów Piotra i Pawła. Na przełomie 1598 i 1599 wyjechał na krótko do Nieświeża, nadzór nad trwającymi tam i w Krakowie budowami powierzył Janowi Marii Bernadoniemu. Następnie udał się do Brna, dotarł tam w kwietniu 1599. Rozpoczął tam nadzór nad budową realizowanego według jego projektu kościoła z klasztorem. Pod koniec 1602 ze względów zdrowotnych powrócił do Włoch, od stycznia 1603 przebywał w Neapolu, ale nie służył mu tamtejszy klimat toteż przeniósł się do Rzymu. Zmarł tam 2 marca 1604.
Był cenionym w Polsce architektem i budowniczym, który posiadał ogromna wiedzę techniczną. Specjalizował się w budowie świątyń o dużych kopułach. Ponadto posiadał talent plastyczny, malował obrazy i grafiki o tematyce roślinnej, znajdują się one w zbiorach Biblioteki Narodowej w Paryżu.